# Rapto de noivas

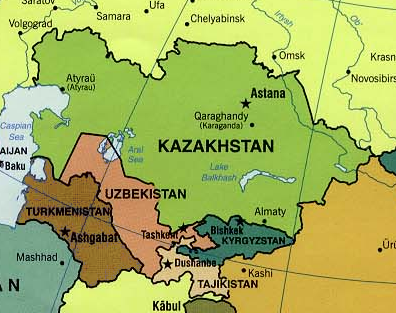
Mapa da Ásia Central

O rapto de noivas é uma prática de abdução não consensual de mulheres com o objetivo de forçá-las ao matrimônio, registrada em diversos países da Ásia Central. Essa prática tem sido documentada no Quirguistão, no Cazaquistão, em Turcomenistão e na região de Karakalpakstão, uma área autônoma do Uzbequistão. Embora a origem dessa tradição seja objeto de controvérsia, observa-se que, em meio às transformações políticas e econômicas que marcaram o período pós-soviético, a incidência desses raptos tem apresentado sinais de aumento.

### Quirguistão
Apesar de ser ilegal, a prática tem sofrido repressão mais rigorosa desde 2013, com penas de prisão de até 10 anos, em muitas áreas predominantemente rurais. O rapto de noivas, conhecido como ala kachuu (literalmente “tomar e fugir”), é uma forma aceita e comum de “casar” uma esposa. A questão é um tanto confusa pelo uso local do termo "rapto de noiva" para descrever práticas que se situam num continuum, desde o sequestro forçado e estupro (que resulta, quase inevitavelmente, em casamento) até algo semelhante a uma [[fuga para o matrimônio|fuga], organizada entre os dois jovens, para a qual ambos os conjuntos de pais precisam dar consentimento após o ato. Os raptos de noivas que envolvem estupro são realizados com o intuito de forçar psicologicamente a noiva a aceitar o pressionamento do rapto e do casamento por parte do agressor e de sua família, pois, se ela resistir, nunca mais seria considerada apta para casar. De 12.000 raptos de noivas anuais, aproximadamente 2.000 mulheres relataram ter sido estupradas pelo futuro marido. Contudo, o Programa das Nações Unidas para o Desenvolvimento contesta que o rapto de noivas faça parte da cultura ou tradição do país, considerando-o uma violação dos direitos humanos.
As estimativas da prevalência de raptos de noivas variam, às vezes consideravelmente. Uma pesquisa de vitimização criminal de 2015 incluiu o crime de sequestro de mulheres jovens para casamento. Quatorze por cento das mulheres casadas responderam que foram sequestradas; dois terços desses casos foram consensuais, isto é, a mulher conhecia o homem e havia concordado previamente. Isso significa que cerca de 5% dos casamentos existentes são casos de Ala Kachuu. Um estudo de 2007 publicado no Central Asian Survey concluiu que aproximadamente metade de todos os casamentos quirguizes incluíam rapto de noiva; dos raptos, dois terços são não consensuais. Pesquisas de organizações não governamentais dão estimativas que variam de um mínimo de 40% a entre 68 e 75 por cento.
Embora a prática seja ilegal, os raptores de noivas raramente são processados. Essa relutância em aplicar a lei deve-se, em parte, ao sistema jurídico plural, onde muitas vilas são de fato governadas por conselhos de anciãos e tribunais aqsaqal que seguem a lei consuetudinária, fora do alcance do sistema jurídico estatal. Os tribunais aqsaqal, encarregados de julgar questões de direito de família, propriedade e danos, frequentemente não levam o rapto de noivas a sério. Em muitos casos, os membros dos aqsaqal são convidados para o casamento da noiva sequestrada e incentivam a família dela a aceitar o matrimônio.

### Cazaquistão
No Cazaquistão, o rapto de noivas (alyp qashu) é dividido em abduções não consensuais e consensuais, kelisimsiz alyp qashu ("levar e fugir sem acordo") e kelissimmen alyp qashu ("levar e fugir com acordo"), respectivamente. Embora alguns raptores sejam motivados pelo desejo de evitar o preço da noiva ou as despesas com celebrações ou banquetes de casamento, outros pretendentes temem a recusa da mulher ou que outra pessoa a rapte primeiro. Geralmente, nos raptos não consensuais, o agressor utiliza ou a decepção (como oferecer carona para que a mulher vá para casa) ou a força (como agarrá-la, ou usar um saco para contê-la) para obrigá-la a acompanhá-lo. Uma vez na casa do homem, uma das parentes femininas dele oferece à mulher um lenço (oramal) que sinaliza o consentimento da noiva para o casamento. Embora, nos raptos consensuais, a mulher possa aceitar com pouca hesitação o uso do lenço, nos sequestros não consensuais, a mulher pode resistir a usá-lo por dias. Em seguida, a família do agressor geralmente pede à “noiva” que escreva uma carta para sua família, explicando que ela foi levada por sua própria vontade. Assim como no caso do lenço, a mulher pode resistir a essa etapa de forma obstinada. Posteriormente, o “noivo” e sua família geralmente emitem um pedido de desculpas oficial à família da noiva, por meio de uma carta e de uma delegação da casa do noivo. Neste momento, a família do noivo pode apresentar uma pequena quantia para substituir o preço da noiva. Embora algumas delegações de desculpas sejam recebidas cordialmente, outras encontram a família com raiva e violência. Após a delegação de desculpas, a família da noiva pode enviar uma delegação de “perseguidores” (qughysnshy) seja para recuperar a noiva ou para verificar sua condição e honrar o casamento.
Uma pesquisa recente de vitimização criminal no Cazaquistão (2018) incluiu o crime de sequestro de mulheres jovens para o casamento. Quatro por cento das mulheres casadas responderam que foram sequestradas no momento do casamento e que dois terços desses casos foram consensuais, isto é, a mulher conhecia o homem e havia concordado previamente. Isso significa que cerca de 1 a 1,5% dos casamentos atuais no Cazaquistão são resultado de abduções não consensuais.

### Uzbequistão

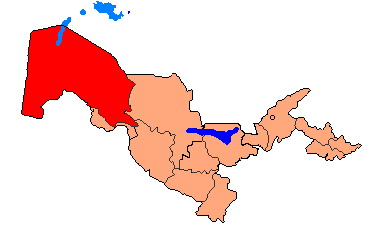
Mapa do Uzbequistão. Karakalpakstão destacado em vermelho

Em Karakalpakstão, uma região autônoma no Uzbequistão, quase um quinto de todos os casamentos são realizados através do rapto de noivas. Grupos de ativistas na região relacionam o aumento dos sequestros à instabilidade econômica. Enquanto casamentos podem ser proibitivamente caros, os raptos evitam tanto o custo da cerimônia quanto o preço da noiva. Outros estudiosos relatam que homens menos desejáveis, com menor nível educacional ou que sofrem de abuso de drogas ou alcoolismo, têm maior probabilidade de raptar suas noivas. O rapto de noivas às vezes origina-se de um relacionamento amoroso e, em outras ocasiões, ocorre como uma abdução por múltiplas pessoas.

## Leste e Sudeste da Ásia

### Indonésia
Na tradição de Bali, _Ngerorod_ é a tradição de sequestrar mulheres para casamento quando a casta do homem é inferior à da mulher. Já que a ordem do sistema de castas balinês – da mais alta para a mais baixa – é:
1. Brahmanas
2. Satrias
3. Wesias
4. Sudras.
O processo desde o "sequestro" até o ritual de casamento é geralmente realizado em 3 etapas (normalmente concluído em 3 dias):
1. Sequestro da mulher
2. Envio de um mensageiro para informar a família da mulher
3. O casamento
Após o casamento, a mulher mudará ou removerá o prefixo de seu nome que reflete sua casta antes do matrimônio. Nos dias atuais, essa prática ainda ocorre, porém de forma mais permissiva, como quando os pais da mulher já sabem de antemão quando ocorrerá o sequestro, quando virá o mensageiro e quando e onde acontecerá o casamento.
Essa tradição também é praticada por balineses que não residem em Bali: balineses vivendo na ilha de Lombok, balineses em Lampung, etc.
Em Lombok, o povo Sasak possui uma tradição matrimonial chamada merariq, que é uma tradição de casamento envolvendo "fuga", em que um homem sequestra ou foge com uma menina para que ela se torne sua esposa antes de realizar o ritual do casamento.

### Cultura Hmong
O casamento por abdução também ocorre nos costumes e na cultura tradicional Hmong, no qual é conhecido como zij poj niam. Assim como em outras culturas, o rapto de noivas é geralmente um esforço conjunto entre o pretendente e seus amigos e familiares. Em geral, o agressor leva a mulher enquanto ela está sozinha. Em seguida, o agressor envia uma mensagem à família da vítima, informando sobre o rapto e sua intenção de casar-se com a filha deles. Se a família da vítima conseguir encontrar a mulher e insistir em seu retorno, poderá libertá-la da obrigação de casar-se com o homem. No entanto, se não conseguirem localizá-la, a vítima será forçada a casar-se com o agressor. O agressor ainda precisa pagar um preço de noiva pela mulher, geralmente um valor aumentado devido ao rapto. Por causa desse custo adicional (além do desconforto geral do sequestro), essa prática é geralmente reservada para homens que, de outra forma, teriam poucas chances de conseguir uma esposa, seja por antecedentes criminais, doenças ou pobreza.
Ocasionalmente, membros do grupo étnico Hmong têm praticado o rapto de noivas nos Estados Unidos. Em alguns casos, o réu foi autorizado a alegar defesa cultural para justificar seu ato de abdução. Essa defesa, por vezes, foi bem-sucedida. Em 1985, Kong Moua, um homem Hmong, sequestrou e estuprou uma mulher de uma faculdade californiana. Posteriormente, ele alegou que se tratava de um ato de zij poj niam e foi condenado apenas por prisão ilegal em vez de rapto e estupro. O juiz desse caso considerou os testemunhos culturais como explicação para o crime do homem.

### China
Até a década de 1940, o casamento por abdução, conhecido como qiangqin, ocorria em áreas rurais da China. Embora ilegal na China imperial, nas áreas rurais frequentemente se tornava uma “instituição” local. Segundo um estudioso, o casamento por abdução era, às vezes, a resposta do noivo para evitar o pagamento de um preço da noiva. Em outros casos, o estudioso argumenta que era um ato conluioso entre os pais da noiva e o noivo para contornar o consentimento da noiva.
Estudiosos chineses teorizam que essa prática de casamento por abdução inspirou uma forma de expressão pública institucionalizada para as mulheres: o lamento nupcial. Na China imperial, uma nova noiva realizava um canto público de dois a três dias, incluindo entoações e soluços, que enumerava suas agruras e queixas. O lamento nupcial seria presenciado por membros de sua família e da comunidade local.
Nos últimos anos, o rapto de noivas ressurgiu em algumas áreas da China. Em muitos casos, as mulheres são sequestradas e vendidas a homens de regiões mais pobres da China, ou até mesmo para o exterior, como na Mongólia. Relatos afirmam que comprar uma noiva sequestrada custa quase um décimo do preço de organizar um casamento tradicional. O Departamento de Estado dos EUA relaciona essa tendência de rapto de noivas à política do filho único da China e ao consequente desequilíbrio de gênero, com mais meninos do que meninas nascimentos.
O tráfico de noivas tornou-se um problema urgente na China, decorrente da histórica política do filho único e da preferência cultural por descendentes masculinos, que resultou em um desequilíbrio significativo de gênero. Consequentemente, inúmeros homens chineses enfrentam dificuldades para encontrar parceiras adequadas. Devido à insegurança presente em algumas áreas da China, surgiu um comércio envolvendo o tráfico de mulheres e meninas de países vizinhos. Durante anos, parecia que a principal resposta do governo chinês às crescentes alegações de conivência das autoridades com esses crimes era fechar os olhos.

### Tibete
O rapto de noivas também ocorreu na história tibetana, às vezes envolvendo abduções cerimoniais simuladas ou como procedimento de barganha.

### Japão
Segundo um estudo realizado por Kunio Yanagita, um estudioso do folclore japonês, três padrões de rapto de noivas são conhecidos por terem existido no Japão:
- Um homem e seus colaboradores sequestram uma mulher sem notificar seus pais;
- Rapto de noiva que pode ocorrer após os pais proibirem o casamento por receio da reputação social da filha;
- Rapto de noiva como um caminho alternativo para o casamento para casais que não conseguem pagar um casamento típico.

Nos Buraku de Kōchi, existia o costume de rapto de noivas denominado katagu (かたぐ).

## Américas
A prática de sequestrar crianças, adolescentes e mulheres de tribos vizinhas e adotá-las na nova tribo era comum entre os Povos Indígenas das Américas. Os sequestros eram uma forma de introduzir "sangue novo" no grupo. Mulheres europeias capturadas às vezes se estabeleciam como membros adotivos da tribo e, pelo menos uma mulher, Mary Jemison, recusou o resgate quando este foi oferecido.

### Brasil
O tópico da ancestral indígena capturada é um mito de origem padrão para muitas famílias brasileiras brancas, refletido na frase amplamente utilizada "minha (bisavó, trisavó etc.) foi uma índia pega no laço". A expressão reflete "em parte" os fatos de séculos de abduções femininas realizadas por colonizadores, que continuaram até mesmo no século XX. Por exemplo, em um artigo discutindo a frase, a acadêmica indígena Mirna P Marinho da Silva Anaquiri relata uma citação de um professor em Goiânia entrevistado como parte de seu trabalho de campo:
Quando criança, testemunhei uma mulher indígena chegando à fazenda onde meu pai trabalhava, amarrada à cauda de um cavalo. O rapaz montado no cavalo e ela, amarrada com uma corda à cauda do cavalo; essa – para mim – é essa imagem. E esse “pega no laço” está tão generalizado que parece comum, natural – ninguém se espanta... Eles... a trancaram em uma caixa de madeira... Isso aconteceu em 1961, eu tinha quatro anos.
Helena Valero, uma brasileira sequestrada por índios amazônicos em 1937, ditou sua história para um antropólogo italiano, que a publicou em 1965.

### Estados Unidos
Casos existem em algumas comunidades mórmons fundamentalistas na região fronteiriça entre Utah e Arizona; contudo, obter informações precisas dessas comunidades fechadas é difícil. A maioria desses casos é geralmente referida como casamento forçado, embora sejam semelhantes a outros raptos de noivas ocorridos ao redor do mundo.

### México

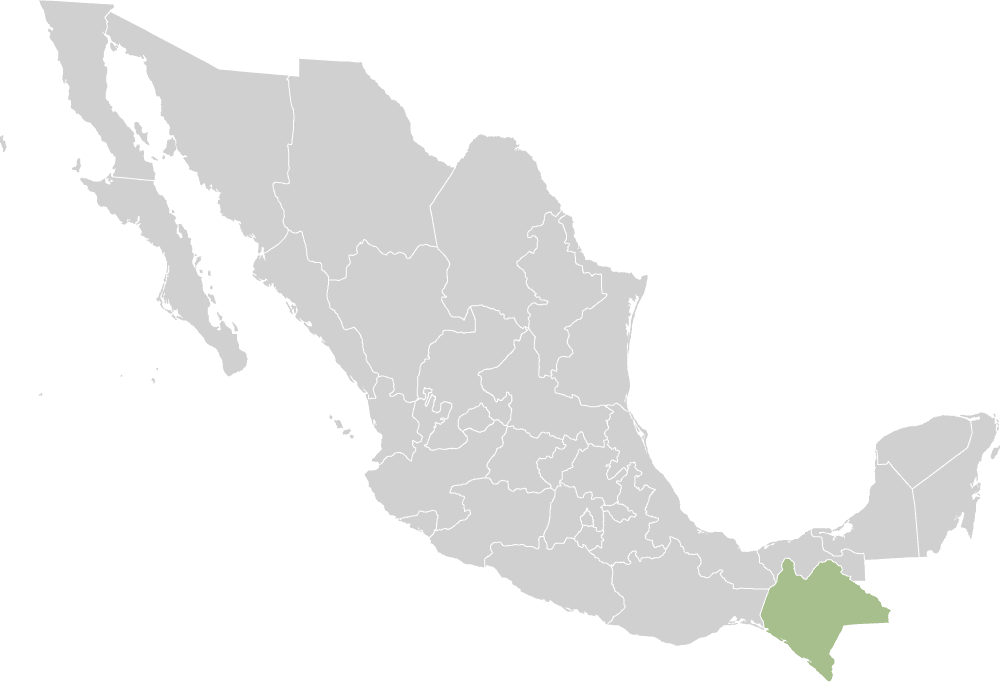
Mapa de Chiapas, México

Entre a comunidade Tzeltal, uma tribo maia em Chiapas, México, o rapto de noivas tem sido um método recorrente para assegurar uma esposa. O povo Tzeltal é uma tribo indígena agrícola, organizada de forma patriarcal. Contatos pré-maritais entre os sexos são desencorajados; espera-se que mulheres solteiras evitem falar com homens fora de suas famílias. Assim como em outras sociedades, os noivos que recorrem ao rapto de noivas geralmente são parceiros menos desejáveis do ponto de vista social.
Na tradição Tzeltal, uma menina é sequestrada pelo noivo, possivelmente com a ajuda de seus amigos. Geralmente, ela é levada para as montanhas e estuprada. O agressor e sua futura noiva frequentemente permanecem com um parente até que a ira do pai da noiva, que se diz diminuir, acabe. Nesse ponto, o agressor retorna à casa da noiva para negociar um preço de noiva, trazendo consigo a noiva e presentes tradicionais, como rum.
Os maiores ataques dos comanches no México ocorreram de 1840 até meados da década de 1850, quando declinaram em tamanho e intensidade. As meninas mexicanas capturadas frequentemente se tornavam uma dentre várias esposas dos homens comanches.

### Chile

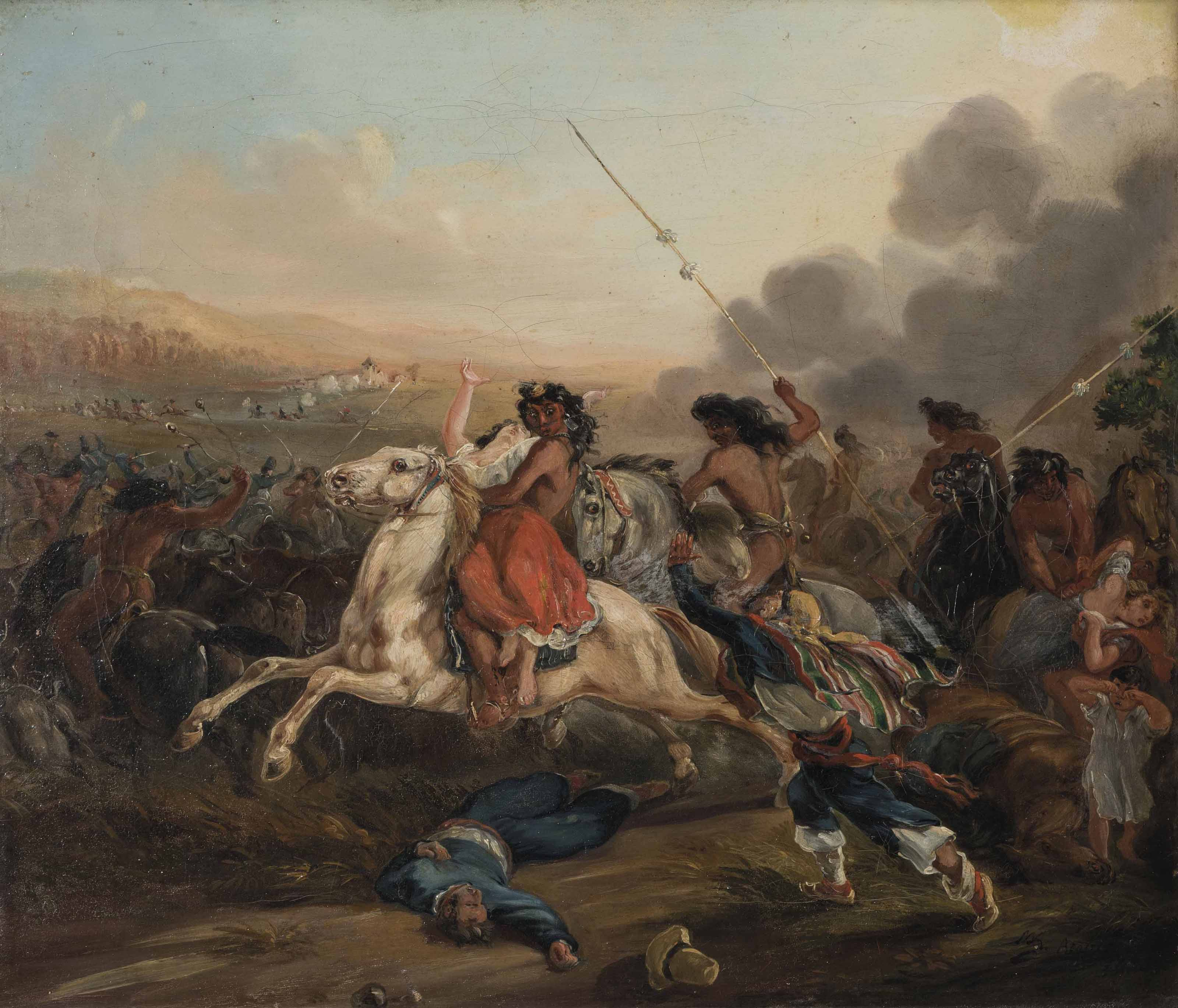
A pintura retrata uma mulher chilena sendo sequestrada durante um malón.

Entre os Mapuche do Chile, a prática era conhecida em espanhol como casamento por capto e em mapudungun como ngapitun. O cronista contemporâneo Alonso González de Nájera escreve que, durante a Destruição das Sete Cidades no sul do Chile, os mapuches capturaram mais de 500 mulheres espanholas. No caso das mulheres, era, nas palavras de González de Nájera, “explorá-las”. A captura de mulheres iniciou uma tradição de abduções de mulheres espanholas no século XVII pelos mapuches.

## Cáucaso

Grupos étnico-linguísticos no Cáucaso

O rapto de noivas é uma tendência crescente nos países e regiões do Cáucaso, tanto na Geórgia no Cáucaso do Sul quanto na Dagestão, Chechênia e Inguchétia no Cáucaso do Norte. Nas versões caucasianas do rapto de noivas, a família da vítima pode desempenhar um papel ao tentar convencer a mulher a permanecer com seu agressor após o rapto, devido à vergonha inerente à presumida consumação do casamento.

### Dagestão, Chechênia e Inguchétia
As regiões de Dagestão, Chechênia e Inguchétia, no Cáucaso do Norte (na Rússia), também testemunharam um aumento nos raptos de noivas desde a queda da União Soviética. Assim como em outros países, os agressores às vezes sequestram mulheres conhecidas para serem suas noivas e, em outras ocasiões, abduzem mulheres desconhecidas. O estigma social de passar uma noite na casa de um homem pode ser motivo suficiente para forçar uma jovem a casar-se com seu captor. Segundo a legislação russa, embora um raptor que se recuse a libertar sua noiva possa ser condenado a oito a dez anos, o raptor não será processado se liberar a vítima ou se casar com ela com seu consentimento. Os capturadores de noivas na Chechênia, em teoria, podem também ser condenados a pagar uma multa de até 1 milhão de rublos. Assim como nas outras regiões, as autoridades frequentemente deixam de responder aos sequestros. na Chechênia, a omissão policial em responder aos raptos de noivas é agravada pela alta prevalência desses sequestros na região. Vários desses sequestros foram capturados em vídeo.
Pesquisadores e organizações sem fins lucrativos descrevem um aumento dos raptos de noivas no Norte do Cáucaso na segunda metade do século XX. Na Chechênia, organizações de direitos das mulheres associam o aumento dos sequestros à deterioração dos direitos das mulheres sob o governo do presidente checheno Ramzan Kadyrov.

### Azerbaijão
No Azerbaijão, tanto o casamento por captura (qız qaçırmaq) quanto a fuga para o casamento (qoşulub qaçmaq) são práticas relativamente comuns. No costume azeri do rapto, uma jovem mulher é levada para a casa dos pais do agressor por meio de engano ou força. Independentemente de ocorrer estupro ou não, a mulher é geralmente considerada impura por seus parentes e, por isso, é forçada a casar-se com seu captor. Apesar de uma lei azeri de 2005 que criminalizou o rapto de noivas, a prática coloca as mulheres em circunstâncias sociais extremamente vulneráveis, num país onde o abuso conjugal é generalizado e onde recorrer às autoridades para questões domésticas é praticamente impossível. No Azerbaijão, mulheres sequestradas pelo rapto de noivas às vezes se tornam escravas da família que as sequestrou.

### Geórgia
Na Geórgia, o rapto de noivas ocorre principalmente no sul do país, concentrado em áreas de minorias étnicas em torno da cidade de Akhalkalaki. Embora a extensão do problema seja desconhecida, ativistas não governamentais estimam que centenas de mulheres são sequestradas e forçadas a casar-se a cada ano. Em um modelo georgiano típico de rapto de noivas, o agressor, frequentemente acompanhado por amigos, aborda a pretendente e a obriga, por meio de engano ou força, a entrar em um carro. Uma vez dentro do veículo, a vítima pode ser levada para uma área remota ou para a casa do captor. Esses sequestros às vezes incluem estupro e podem resultar em forte estigma para a vítima, que passa a ser considerada como tendo mantido relações sexuais com seu captor. Mulheres que foram vítimas de rapto de noivas costumam ser vistas com vergonha; os parentes da vítima podem considerar uma desonra se a mulher retornar para casa após o sequestro. Em outros casos, o rapto é uma fuga consensual. A _Human Rights Watch_ relata que os promotores frequentemente se recusam a apresentar acusações contra os raptores, instando a vítima a reconciliar-se com seu agressor. A aplicação das leis apropriadas a esse respeito pode também ser problemática, pois os casos de rapto muitas vezes não são denunciados devido à intimidação das vítimas e de suas famílias.

## Europa

### Comunidades Rom (ciganas)
O rapto de noivas foi documentado como uma prática matrimonial em algumas tradições das comunidades ciganas. Na cultura cigana, meninas a partir dos doze anos podem ser sequestradas para casamento com meninos adolescentes. Como a população cigana está espalhada por toda a Europa, essa prática foi observada em várias ocasiões na Irlanda, Inglaterra, República Tcheca, Holanda, Bulgária e Eslováquia. O rapto tem sido teorizado como uma forma de evitar o preço da noiva ou como método para assegurar a exogamia. A normalização desse costume de rapto coloca as jovens mulheres em risco maior de se tornarem vítimas de tráfico de seres humanos.

### Mediterrâneo

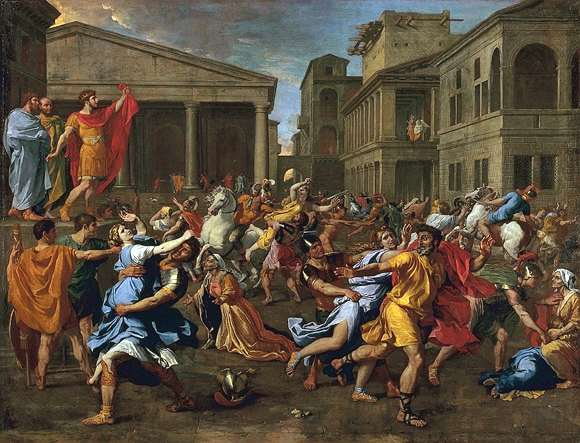
L'enlèvement des Sabines (1637–38) de Nicolas Poussin: o abdução mitológica das sabinas foi um tema na arte ocidental

O casamento por captura era praticado em culturas antigas em toda a área do Mediterrâneo. Ele é representado na mitologia e na história pelos Tribo de Benjamim na Bíblia; pelo herói grego Paris que raptou a bela Helena de Troia de seu marido Menelau, desencadeando assim a Guerra de Troia; e pelo Rapto das Sabinas por Romulo, o fundador de Roma.
Em 326 d.C., o Imperador Constantino I emitiu um édito que proibia o casamento por abdução. A lei transformou o sequestro em um delito público; até mesmo a noiva sequestrada poderia ser punida se mais tarde consentisse em casar-se com seu captor. Pretendentes rejeitados às vezes sequestravam suas noivas pretendidas como forma de restaurar a honra. O pretendente, em conjunto com seus amigos, geralmente sequestrava sua noiva enquanto ela realizava suas tarefas diárias fora de casa. A noiva era então levada secretamente para fora da cidade ou vila. Embora a mulher sequestrada às vezes fosse estuprada durante a abdução, a mancha em sua honra decorrente da presumida consumação do casamento era suficiente para prejudicar irreversivelmente suas perspectivas matrimoniais. Por vezes, o sequestro mascarava uma fuga.

### Grã-Bretanha
O rapto e o casamento forçado foram costumes antigos nas Terras Altas Escocesas. O romance de 1893 de Robert Louis Stevenson, geralmente intitulado Catriona (também publicado como David Balfour), reconta de forma ficcional o rapto da herdeira Jean Key por Robert Campbell (também conhecido como Robert MacGregor), o filho mais novo do herói folclórico Rob Roy. Sir Walter Scott dedica a segunda metade da introdução de 1829 ao seu romance Rob Roy a descrever o incidente real, que ocorreu em 1750, perto da vila de Balfron. O estudioso literário americano Barry Menikoff situa a história em seu contexto e afirma que "os julgamentos de James e Robert MacGregor eram citados regularmente como ilustrações e precedentes na lei criminal escocesa".
Um exemplo anterior e igualmente notório de rapto de noivas foi o de Simon Fraser, 11th Lord Lovat, que em outubro de 1697 tentou casar, como sua noiva infantil, a filha do falecido Hugh Fraser, 9th Lord Lovat; frustrado nessa tentativa, voltou sua atenção para a viúva de Hugh, Lady Amelia Murray (1666–1743), filha de John Murray, 1st Marquess of Atholl. "Se não pudesse ter Amelia, a filha, teria que se contentar com Amelia, a mãe". Enquanto estava no Castle Dounie, ele fez com que um ministro fosse trazido para casar o casal. A família dela, a mais poderosa da Escócia, naturalmente ficou furiosa com esse ato de violência. Posteriormente, ele tratou o episódio como uma brincadeira sem validade legal; eles se separaram em dezembro de 1697 e ele contraiu dois outros casamentos antes da morte de Amelia em 6 de maio de 1743, sem buscar o divórcio. Seu estupro de Amelia levou a uma condenação in absentia por traição.
Uma década antes, outro exemplo notório extrapolou as Terras Altas Escocesas e chegou a Londres, exigindo um Ato Particular do Parlamento para anular o casamento. O escândalo eclodiu em 1690 quando o Capitão James Campbell (of Burnbank and Boquhan), auxiliado por Sir John, filho de Sir William de Johnston (que havia servido na Guerra do Rei Guilherme e como capitão na Batalha de Boyne), e por Archibald Montgomery, sequestraram e casaram forçosamente uma jovem herdeira em Londres. Mary Wharton, adolescente, era herdeira de seu pai Philip Wharton, de Goldsborough Hall no Norte de Yorkshire, que havia falecido em 1685. Em seu 13º aniversário, Mary passou a receber uma renda anual de £1.500. Em 10 de novembro de 1690, Mary foi atraída para fora da casa onde morava com sua tia-avó na Great Queen Street, Westminster, onde os três homens a forçaram a entrar em uma carruagem puxada por seis cavalos e a levaram para a casa do cocheiro. Lá, ela foi casada à força com Campbell, sem seu consentimento e sem a presença de seu tutor legal, Robert Byerley, filho de sua tia-avó. Por ordem do Chefe de Justiça, o casamento foi anulado e Mary foi devolvida a seu tutor em dois dias, com quem se casou dois anos depois. Sir John foi então preso e indiciado pelo sequestro em 11 de dezembro, condenado pelo júri e enforcado em Tyburn em 23 de dezembro de 1690. Reputado como “uma peça de mau gosto”, Johnston já havia participado anteriormente de uma fuga com uma certa Srta. Magrath, no Condado de Clare, na Irlanda, e posteriormente foi preso em Dublin como devedor. Ele também foi acusado de ter cometido estupro em Utrecht. Contudo, o verdadeiro culpado foi Campbell, que atraiu Johnston, empobrecido, com dinheiro, mas saiu impune. O casamento foi anulado em 20 de dezembro de 1690 pelo Parlamento da Inglaterra, que aprovou um Ato Particular do Parlamento:
a _Mary Wharton and James Campbell Marriage Annulment Act 1690 (2 Will. & Mar. Sess. 2, c. 9). O irmão mais velho de Campbell, o 10º Conde de Argyll e posteriormente 1º Duque de Argyll, peticionou sem sucesso contra a anulação.

### Itália
O costume da fuitina era difundido na Sicília e no sul da Itália continental. Em 1965, esse costume ganhou notoriedade nacional com o caso de Franca Viola, uma jovem de 17 anos sequestrada e estuprada por um pequeno criminoso local, com a ajuda de uma dúzia de seus amigos. Quando ela foi devolvida à sua família após uma semana, recusou-se a casar-se com seu sequestrador, contrariando as expectativas locais. Sua família a apoiou, e sofreu severas intimidações por seus esforços. Os sequestradores foram presos e o principal autor do crime foi condenado a 11 anos de prisão.
A exposição desse "sistema arcaico e intransigente de valores e modos de comportamento" provocou um grande debate nacional. Em 1968, Franca casou-se com seu amor de infância, com quem viria a ter três filhos. Em sinal de solidariedade, Giuseppe Saragat, então presidente da Itália, enviou um presente ao casal no dia do casamento e, logo depois, Papa Paulo VI concedeu-lhes uma audiência privada. Um filme de 1970, La moglie più bella (A Esposa Mais Bonita), dirigido por Damiano Damiani e estrelado por Ornella Muti, é baseado no caso. Viola nunca se aproveitou de sua fama e status como ícone feminista, preferindo viver uma vida discreta em Alcamo com sua família.
A lei que permitia "casamentos de reabilitação" (também conhecida como marry-your-rapist law – “case seu estuprador”) para proteger estupros de processos criminais foi abolida em 1981.

### Irlanda
A invasão normanda da Irlanda, no século XII, foi motivada por um episódio de sequestro de esposa: em 1167, o Rei de Leinster, Diarmait Mac Murchada, teve suas terras e realeza revogados por ordem do Alto Rei da Irlanda, Ruaidrí Ua Conchobair, como punição por ter sequestrado a esposa de outro rei em 1152. Isso levou Diarmait a buscar a assistência do rei Henry II of England para reconquistar seu reino.
O sequestro de herdeiras foi uma característica ocasional na Irlanda até 1800, como ilustrado no filme The Abduction Club.

### Malta
Em 2015, Malta foi criticada pela Equality Now por uma lei que, em certas circunstâncias, pode extinguir a punição para um homem que sequestra uma mulher se, após o sequestro, o homem e a mulher se casarem. (Artigos 199 e 200 do Código Penal de Malta) O artigo foi, por fim, abolido pelo Ato XIII de 2018, Artigo 24.

### Tribos Eslavas

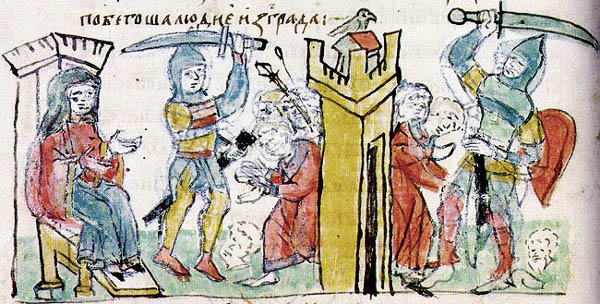
Olga de Kiev atacando a fortaleza de um suposto raptor, ilustração do Crônica Radziwiłł

As tribos eslavas orientais praticavam o rapto de noivas no século XI. As tradições foram documentadas pelo monge Nestor. Segundo a Crônica Primária, os Drevlians capturavam noivas de forma não consensual, enquanto os Radimichs, Viatichi e Severians "capturavam" suas noivas após chegar a um acordo sobre o casamento com elas. O aumento da influência do clero pode ter contribuído para o declínio desse costume.
O casamento por captura ocorreu entre os Eslavos do Sul até o início da civilização no início dos anos 1800 na Iugoslávia. Comum na Sérvia, Montenegro, Croácia e Bósnia-Herzegovina, o costume era conhecido como otmitza. A prática foi mencionada em um estatuto no Politza, o código legal croata de 1605. De acordo com o cronista popular sérvio Vuk Karadzic, um homem se vestia para “a batalha” antes de capturar uma mulher. A força física era um elemento frequente nesses raptos.
O rapto de noivas também era um costume na Bulgária. Com o consentimento de seus pais e a ajuda de seus amigos, o agressor abordava sua noiva e a levava para um celeiro afastado da casa, pois a superstição dizia que o contato sexual pré-matrimonial poderia trazer má sorte para a residência. Independente de o homem ter ou não estuprado sua noiva, o sequestro envergonhava a garota e a forçava a permanecer com seu captor para preservar sua reputação. Como em outras culturas, às vezes os casais fugiam encenando raptos falsos para obter o consentimento dos pais.

## Na Religião
No direito canônico Catolicismo, o impedimento de raptus proíbe especificamente o casamento entre uma mulher sequestrada com a intenção de forçá-la a casar e seu sequestrador, enquanto a mulher permanecer sob o poder do agressor. De acordo com a segunda disposição da lei, caso a mulher decida aceitar o agressor como marido depois de estar segura, ela poderá se casar com ele. O cânon define raptus como uma abdução "violenta", acompanhada de violência física ou ameaças, ou de fraude ou engano. O Concílio de Trento insistiu que a abdução em raptus deve ter o propósito de casamento para contar como impedimento matrimonial.

## No Cinema

### Filmes de Ficção
O rapto de noivas tem sido retratado em filmes de diversos países, às vezes de forma humorística, às vezes como comentário social.
O rapto de noivas é retratado como uma solução da fronteira americana no musical de Hollywood de 1954 Sete Noivas para Sete Irmãos. Stephen Vincent Benét escreveu um conto intitulado "The Sobbin' Women" que parodiava a lenda do estupro das mulheres sabinas. O conto, e posteriormente o filme, focam em sete homens rústicos, porém sinceros, dos quais um se casa e incentiva os demais a procurarem parceiras. Após um baile em que conhecem garotas por quem se sentem atraídos, são impedidos pelos homens dessas garotas de prosseguir com o namoro. Seguindo o exemplo romano, eles raptam as garotas. Como no conto original, as mulheres ficam inicialmente indignadas, mas eventualmente se deixam conquistar.
O filme de 1960 _Qiangpin_ (O Caçador de Noivas), de Hong Kong, retrata o costume no formato de uma comédia em ópera Yue, na qual Xia Meng desempenha um papel de mudança de gênero, disfarçada de homem. O rapto de noivas é exibido de forma um tanto humorística no sucesso espanhol de 1990 ¡Átame! (Amarre-me! Amarre-me!), estrelado por Antonio Banderas e Victoria Abril. É o tema subjacente do filme coreano de 2005 The Bow. No filme de comédia de 2006 _Borat: Cultural Learnings of America for Make Benefit Glorious Nation of Kazakhstan_, o repórter fictício Borat, interpretado pelo comediante britânico/satírico Sacha Baron Cohen, tenta sequestrar a atriz canadense Pamela Anderson para tê-la como esposa. Ele traz um "saco de casamento" que preparou para a ocasião, sugerindo que tais raptos fazem parte de uma tradição em sua paródia do Cazaquistão.
Em um tom mais sério, um filme italiano de 1970, La moglie più bella (A Esposa Mais Bonita), dirigido por Damiano Damiani e estrelado por Ornella Muti, baseia-se na história de Franca Viola, descrita acima. Contudo, antes do debate nacional causado pelo caso Viola, uma sátira de 1964 dirigida por Pietro Germi, Sedotta e abbandonata (Seduzida e Abandonada), tratava o costume siciliano como uma comédia de humor negro. O filme de 2009 Baarìa - la porta del vento mostra uma fuitina consensual na Sicília do século XX (atipicamente com o casal confinado na casa da menina) como a única forma dos amantes evitarem o casamento arranjado da menina com um homem mais rico.
Alguns filmes e obras literárias russas retratam o rapto de noivas no Cáucaso. Há uma comédia soviética intitulada Sequestro, Estilo Caucasiano (Кавказская пленница, или Новые приключения Шурика, literalmente traduzido como “A Prisioneira do Cáucaso”), onde ocorre o rapto de noivas em um país caucasiano não identificado. O filme quirguiz de 2007 Pure Coolness também gira em torno do costume do rapto de noivas, da confusão de identidades e do choque entre as expectativas modernas urbanas e as tradições do interior.

### Documentários
Em 2005, um documentário intitulado Bride Kidnapping in Kyrgyzstan realizado por Petr Lom foi apresentado no Festival de Cinema da Associação das Nações Unidas, e subsequentemente exibido na PBS e na Investigation Discovery (ID) nos Estados Unidos. O filme gerou controvérsia no Quirguistão devido a questões éticas envolvendo a filmagem de sequestros reais.
Em dezembro de 2011, a revista Vice lançou um documentário sobre o rapto de noivas no Quirguistão.

## Na Literatura
O Srimad Bhavata Purana milenar faz referência a "riksasa", o rapto ritual da noiva: a jovem Rukmini, "de belos olhos" e "com uma cintura requintada", não desejava casar-se com Sisupala, o rei dos Cedis, e por isso planejou ser sequestrada por Krishna. Depois que ele a levou, Krishna casou-se com Rukmini "de acordo com os direitos apropriados", em meio à grande alegria dos cidadãos de Dvaraka.
No romance de Frances Burney, Camilla(1796), a irmã da heroína, Eugenia, é sequestrada por um aventureiro chamado Alphonso Bellamy. Eugenia decide permanecer com seu marido com o argumento de que sua palavra é um juramento solene. Eugenia tem quinze anos e, por isso, sendo menor de idade, é coagida ao casamento – ambos fundamentos que tornam o matrimônio ilegal.
Uma história de Sherlock Holmes apresenta o rapto de noivas. Em "The Adventure of the Solitary Cyclist" (1903), uma mulher é contratada como governanta por um homem que sabe que ela herdará uma fortuna em breve, com o intuito de que um cúmplice se case com ela. A cerimônia acaba ocorrendo, mas é anulada.
O mangá Otoyomegatari, ou A Bride's Story, se passa na Ásia Central. A heroína é casada com um rapaz de um clã vizinho, mas surgem arrependimentos quanto a essa decisão quando seu clã de origem tem dificuldades em gerar herdeiros. Sua família biológica vem buscá-la com a intenção de casá-la com outra pessoa, mas sem sucesso. Sua nova família informa os invasores de que a garota foi engravidada, o que seria a última garantia do casamento. Eles duvidam que isso tenha ocorrido, pois o noivo é muito jovem e, desesperados, recorrem a uma tentativa de rapto, mas novamente falham.
O romance de fantasia de George R.R. Martin de 2000, A Storm of Swords, o terceiro livro da série A Song of Ice and Fire, apresenta o casamento por captura (ou "roubo de mulher") como a forma tradicional de casamento ao norte do Muro. Os Free Folk consideram que é um teste para um homem “roubar” uma esposa e superar as tentativas da mulher de tirar sua vida, até que ela passe a respeitar sua força e o ame. Contudo, na maioria das vezes, os casamentos por captura são realizados entre um casal que já se ama, uma fuga sem o elemento extra de tentativa de assassinato. Jon Snow e Ygritte possuem esse tipo de casamento por captura, embora, na época, Jon ignorasse o costume e pensasse que estava apenas prendendo-a. Os Ironborn também são conhecidos por praticarem esse costume, tomando esposas secundárias enquanto saqueiam o continente, às quais se referem como "esposas de sal".
O romance de fantasia The Will of the Empress de Tamora Pierce inclui o rapto de noivas como um ponto central da trama e apresenta extensas discussões sobre a moralidade do rapto de noivas. Diversos personagens são sequestrados com o objetivo de casamento durante o romance, que serve de alerta contra essa prática (em consonância com o foco em direitos das mulheres de sua série), especialmente no caso de mulheres pobres ou sem sistemas de apoio social.

## Na Televisão
Na série de rádio e televisão da BBC The League of Gentlemen, o personagem Papa Lazarou chega à fictícia cidade de Royston Vasey disfarçado de vendedor de paus. Ele tenta sequestrar mulheres entrando em suas casas, falando um jerigonça (Gippog) e persuadindo-as a entregar seus anéis de casamento. Ele as “batiza” todas de “Dave” e, após obter seus anéis, proclama: "vocês são minhas esposas agora".
No episódio 13 da temporada 4 de Criminal Minds intitulado "Bloodline", o rapto de noivas é retratado.

### Livros
- Adekunle, Julius. Culture and Customs of Rwanda, Greenwood Publishing Group (2007).
- Kovalesky, Maxime. Modern Customs and Ancient Laws of Russia, Londres: David, Nutt & Strand (1891).
- Pamporov, Alexey. Romani Everyday Life in Bulgaria, Sofia: IMIR (2006). (em búlgaro)

### Artigos em Revistas
- Ayres, Barbara, "Bride Theft and Raiding for Wives in Cross-Cultural Perspective", Anthropological Quarterly, Vol. 47, Nº 3, Kidnapping and Elopement as Alternative Systems of Marriage (Edição Especial) (julho de 1974), p. 245
- Barnes, R. H., "Marriage by Capture." The Journal of the Royal Anthropological Institute, Vol. 5, Nº 1 (março de 1999), pp. 57–73.
- Bates, Daniel G., "Normative and Alternative Systems of Marriage among the Yörük of Southeastern Turkey", Anthropological Quarterly, 47:3 (julho de 1974), pp. 270–287.
- Evans-Grubbs, Judith. "Abduction Marriage in Antiquity: A Law of Constantine (CTh IX. 24. I) and Its Social Context", The Journal of Roman Studies_, Vol. 79 (1989), pp. 59–83.
- Handrahan, Lori. (2004) "Hunting for Women: Bride-Kidnapping in Kyrgyzstan", International Feminist Journal of Politics, 6:2 (junho), 207–233.
- Herzfeld, Michael, "Gender Pragmatics: Agency, Speech, and Bride Theft in a Cretan Mountain Village", Anthropology (1985), Vol. IX, pp. 25–44.
- Kleinbach, Russ e Salimjanova, Lilly (2007). "Kyz ala kachuu and adat: non-consensual bride kidnapping and tradition in Kyrgyzstan", Central Asian Survey, 26:2, 217–233.
- Kleinbach, Russell, Mehrigiul Ablezova e Medina Aitieva. "Kidnapping for Marriage (ala kachuu) in a Kyrgyz Village", Central Asian Survey (junho de 2005) 24(2), 191–202. Disponível em .
- Kowalewsky, M. "Marriage among the Early Slavs", _Folklore_, Vol. 1, Nº 4 (dezembro de 1890), pp. 463–480.
- Light, Nathan e Damira Imanalieva, "Performing Ala Kachuu: Marriage Strategies in the Kyrgyz Republic".
- McLaren, Anne E., "Marriage by Abduction in Twentieth Century China", Modern Asian Studies 35(4) (outubro de 2001), pp. 953–984.
- Pamporov, Alexey, "Sold like a donkey? Bride-price among the Bulgarian Roma", Journal of the Royal Anthropological Institute (N.S.) 13, 471–476 (2007)
- Rimonte, Nilda, "A Question of Culture: Cultural Approval of Violence against Women in the Pacific-Asian Community and the Cultural Defense", Stanford Law Review, Vol. 43, Nº 6 (julho de 1991), pp. 1311–1326.
- Stross, Brian. "Tzeltal Marriage by Capture", Anthropological Quarterly, 47:3 (julho de 1974), pp. 328–346.
- Werner, Cynthia, "Mulheres, casamento e o Estado-nação: a ascensão do rapto não consensual de noivas no Cazaquistão pós-soviético", em _The Transformation of Central Asia_. Pauline Jones Luong, ed. Ithaca, Nova York: Cornell University Press, 2004, pp. 59–89.
- Yang, Jennifer Ann, "Marriage By Capture in the Hmong Culture: The Legal Issue of Cultural Rights Versus Women's Rights", Law and Society Review na UCSB, Vol. 3, pp. 38–49 (2004).

### Relatórios de Direitos Humanos
- Amnistia Internacional, _Geórgia—Milhares Sofrendo em Silêncio: Violência Contra as Mulheres na Família_ Arquivado em 2015-01-04 no Wayback Machine, AI Index: EUR 56/009/2006, setembro de 2006 (último acesso em 18 de agosto de 2011).
- Associação de Jovens Advogados da Geórgia & OMCT, _Violência Contra as Mulheres na Geórgia: Relatório submetido na 36ª sessão do Comitê da ONU para a Eliminação da Discriminação contra as Mulheres_, agosto de 2006 (último acesso em 18 de agosto de 2011).
- Human Rights Watch, _Reconciled to Violence: Falha do Estado em Impedir o Abuso Doméstico e o Sequestro de Mulheres no Quirguistão_, vol. 8, nº 9, setembro de 2006 (último acesso em 28 de janeiro de 2009).
- Irlanda: Centro de Documentação de Refugiados, "Geórgia: Rapto de Noivas na Geórgia", 8 de junho de 2009 (último acesso em 18 de agosto de 2011).
- Pusurmankulova, Burulai, "Rapto de Noivas. Costume Benigno ou Tradição Selvagem?", Freedom House, 14 de junho de 2004 (último acesso em 18 de agosto de 2011).

### Artigos de Notícias e Reportagens de Rádio
- Aminova, Alena, "Uzbequistão: Sem Amor Perdido nos Furtos de Noivas em Karakalpakstão", Institute of War and Peace Reporting, 14 de junho de 2004.
- Armstrong, Jane, "Fúria ou Romance?", Arquivado em 2016-01-12 no Wayback Machine, _Globe and Mail_ (Canadá), 26 de abril de 2008.
- BBC, "Etiópia: A Vingança da Noiva Sequestrada", 18 de junho de 1999.
- Brooks, Courtney & Amina Umarova, "Apesar das Medidas Oficiais, o Rapto de Noivas é Endêmico na Chechênia", Radio Free Europe, 21 de outubro de 2010.
- Kokhodze, Gulo & Tamuna Uchidze, "Furto de Noivas Rampante na Geórgia do Sul", Institute of War and Peace Reporting, 15 de junho de 2006.
- Najibullah, Farangis, "Rapto de Noivas: uma Tradição ou um Crime?", Radio Free Europe, 21 de maio de 2011.
- Isayev, Ruslan, "Na Chechênia, Tentativas de Erradicar o Rapto de Noivas", _Prague Watchdog_, 16 de novembro de 2007.
- Kiryashova, Sabina, "Raptadores de Noivas Azeris Correm o Risco de Penas Severas", Institute of War and Peace Reporting, 17 de novembro de 2005.
- McDonald, Henry, "A polícia procura gangue acusada de sequestrar uma noiva cigana", _The Guardian_, Reino Unido, 3 de setembro de 2007.
- NPR Weekend Edition Sunday, "O Costume do Rapto Faz um Retorno na Geórgia", 14 de maio de 2006.
- Rakhimdinova, Aijan, "Controvérsia sobre o Preço da Noiva no Quirguistão", Institute of War and Peace Reporting, 22 de dezembro de 2005.
- Rodriguez, Alex, "Kidnapping a Bride Practice Embraced in Kyrgyzstan", _Augusta Chronicle_, 24 de julho de 2005.
- Ruremesha, Jean, "DIREITOS-RWANDA: O Casamento por Rapto Preocupa Grupos de Mulheres", Inter Press Service, 7 de outubro de 2003.
- Smith, Craig S., "Abdução, Muitas Vezes Violenta, um Ritual de Casamento no Quirguistão", _The New York Times_, 30 de abril de 2005.

### Teses e Trabalhos Acadêmicos
- Moua, Teng, "A Cultura Hmong: Sistemas de Parentesco, Casamento e Família", Universidade de Wisconsin–Stout (maio de 2003).
- Pamporov, Alexey, "A População Cigana/Rom na Bulgária como um Desafio para a Relevância de Políticas Públicas" (2006).